# Neoplatyura monticola
Neoplatyura monticola är en tvåvingeart som först beskrevs av Frederick Askew Skuse 1888.  Neoplatyura monticola ingår i släktet Neoplatyura och familjen platthornsmyggor. Inga underarter finns listade i Catalogue of Life.